# Mode 13h

Palette 256 couleurs standard

Le mode 13h est un mode de fonctionnement des cartes graphiques VGA. Le nom provient de la valeur hexadécimale 13h (13 en hexadécimal correspond à 19 en décimal, le h servant à préciser que le nombre est en hexadécimal) à assigner à l'un des registres pour passer dans ce mode.
Il propose une résolution de 320x200 pixels en 256 couleurs. Chaque pixel est stocké dans un octet dont la valeur (non signée) donne la couleur du point ; l'image de l'écran est donc stockée dans un bloc mémoire de 64 ko.
Ce mode graphique est le plus simple, pour cette raison il est conseillé pour l'apprentissage de la programmation graphique (sous DOS par exemple).
Le passage en mode 13h s'effectue par l'appel de l'interruption système 10h, après avoir renseigné le registre ax (ah=00h, al=13h). Ensuite, la mémoire vidéo est accessible à l'adresse 0A000:0000h (le dernier octet se situe donc à l'adresse 0A000:F9FFh).
La palette de couleurs est modifiable grâce aux ports 3C8h (index de couleur) et 3C9h (valeurs respectives des composantes rouge, vert, bleu, entre 0 et 63).